# Элефтерий (экзарх Равенны)
Элефтерий  — экзарх Равенны с 616 по 619 год.

## Биография
Сразу после назначения на должность экзарха Элефтерий занялся подавлением мятежа, в ходе которого был убит его предшественник — Иоанн I Лемигий. Подавление успешно завершилось взятием Неаполя и казнью руководителя мятежа Иоанна Компсина.
Вёл войну с возглавлявшимися герцогом Сундраритом лангобардами. Потерпев несколько поражений, заключил с ними перемирие на условии ежегодной дани в 500 фунтов золота.
Видя недовольство византийской императорской властью в Италии, Элефтерий решил захватить власть в западных провинциях и объявил независимость от Византии. Провозгласив себя императором, Элефтерий потребовал от архиепископа Равенны, чтобы тот короновал его. Архиепископ же убедил Элефтерия для соответствия статусу короноваться в Риме.
По дороге в Рим Элефтерий был убит собственными солдатами в крепости Луцеоли. Голову его отослали в Константинополь императору Ираклию I.